# Meganoton
Meganoton é um gênero de mariposa pertencente à família Bombycidae.

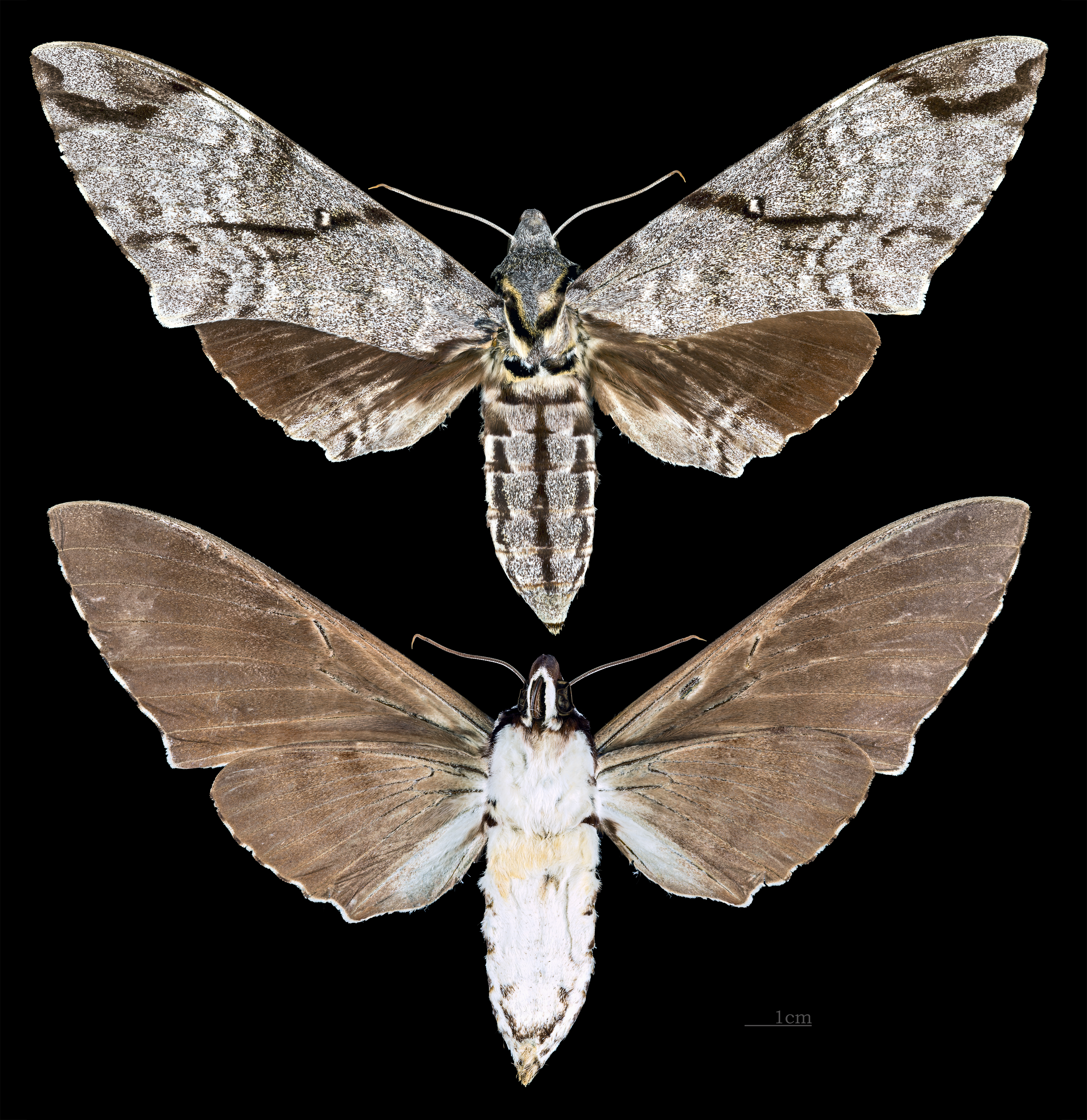
Meganoton analis
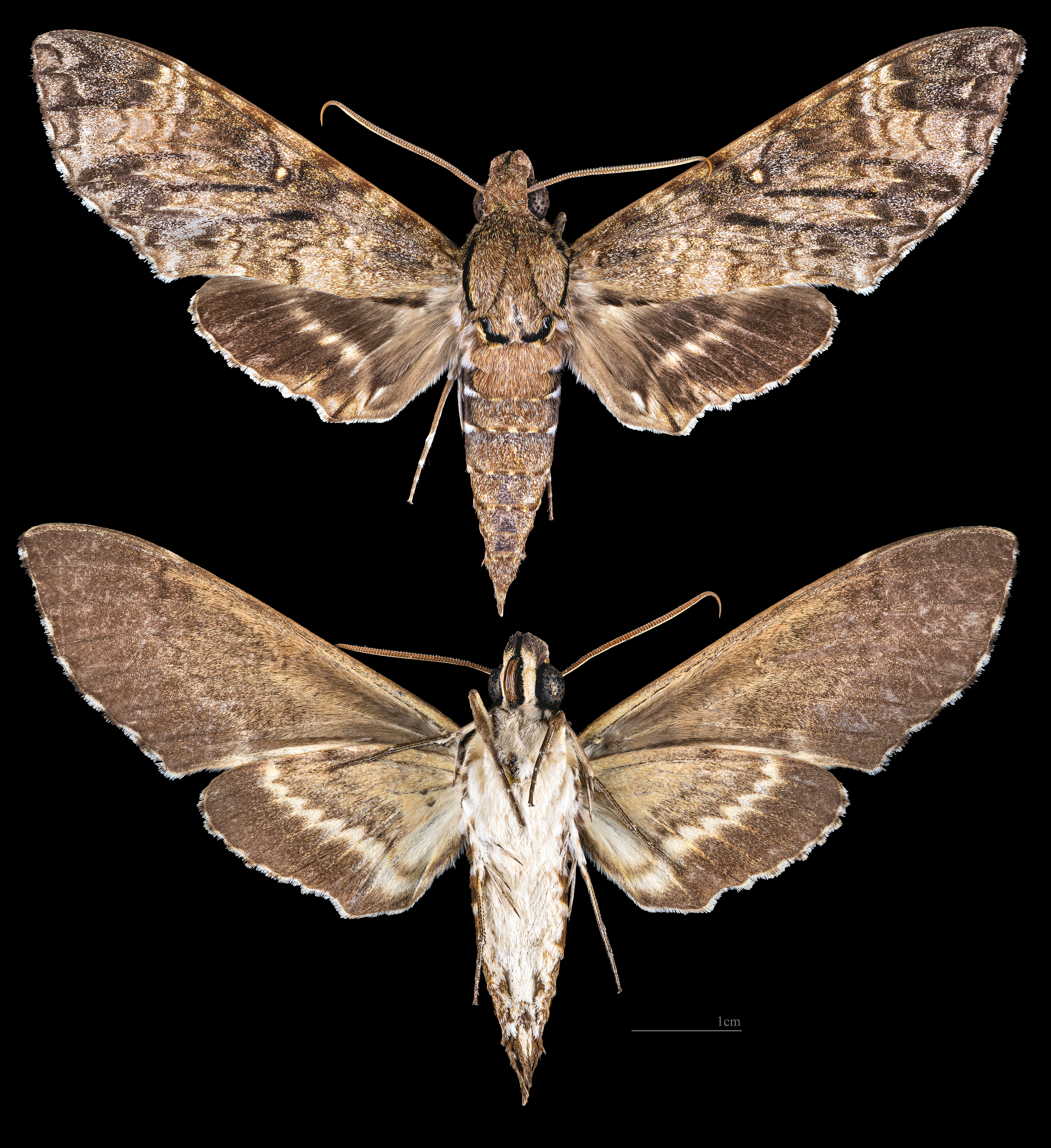
Meganoton nyctiphanes
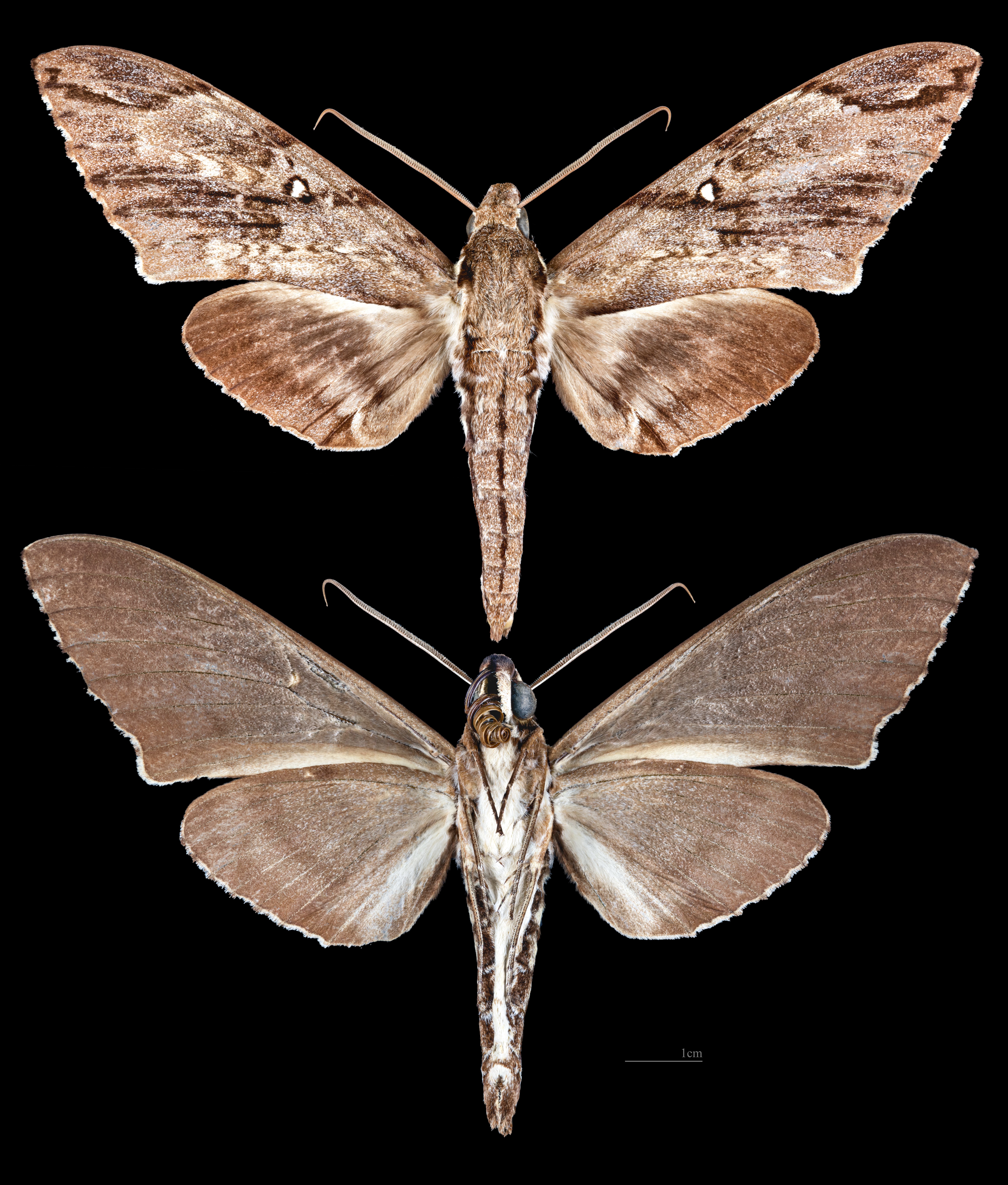
Meganoton rubescens